# Rewolucja przemysłowa

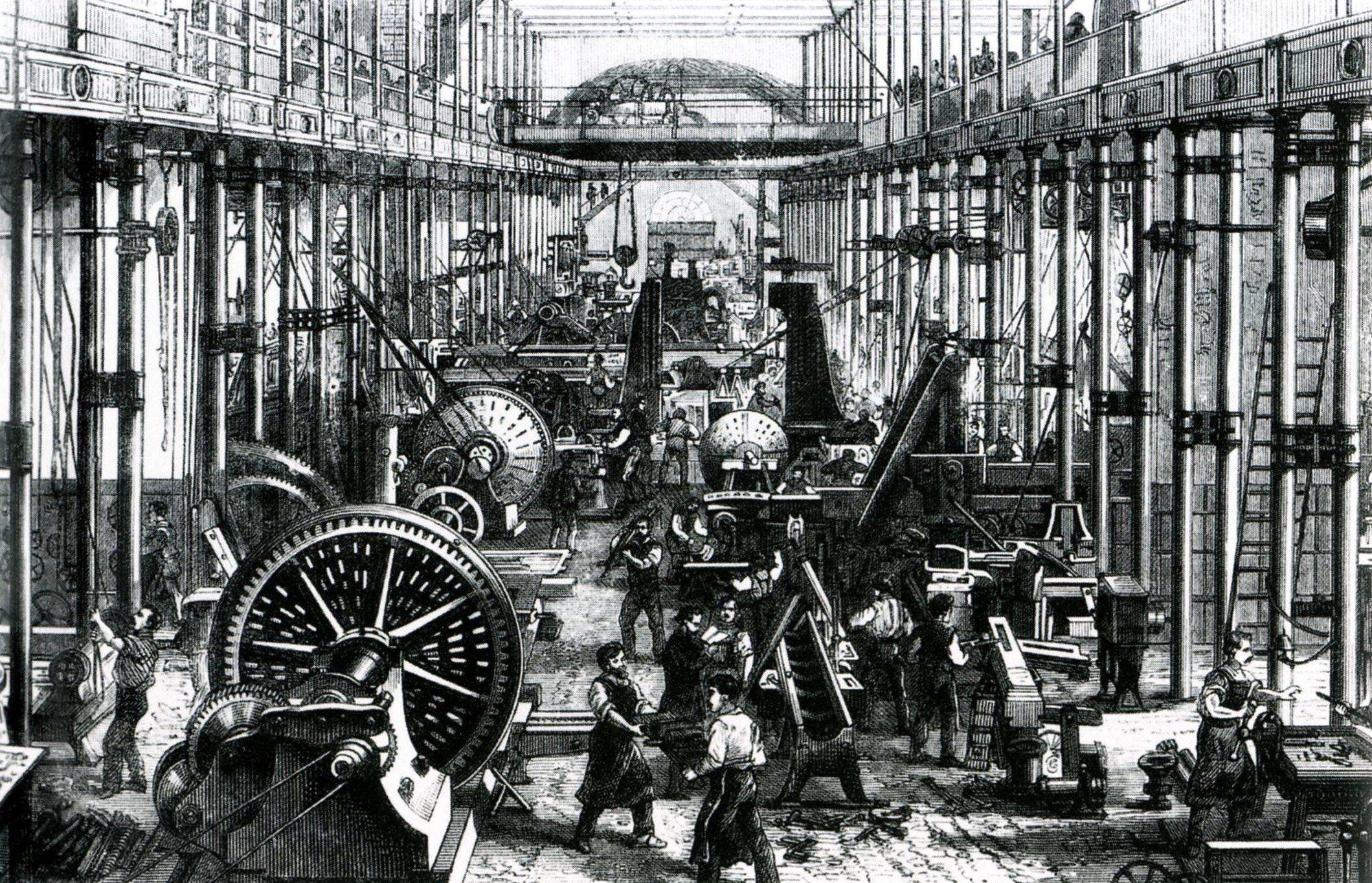
Hala maszynowa w fabryce Hartmana w Chemnitz (1868)

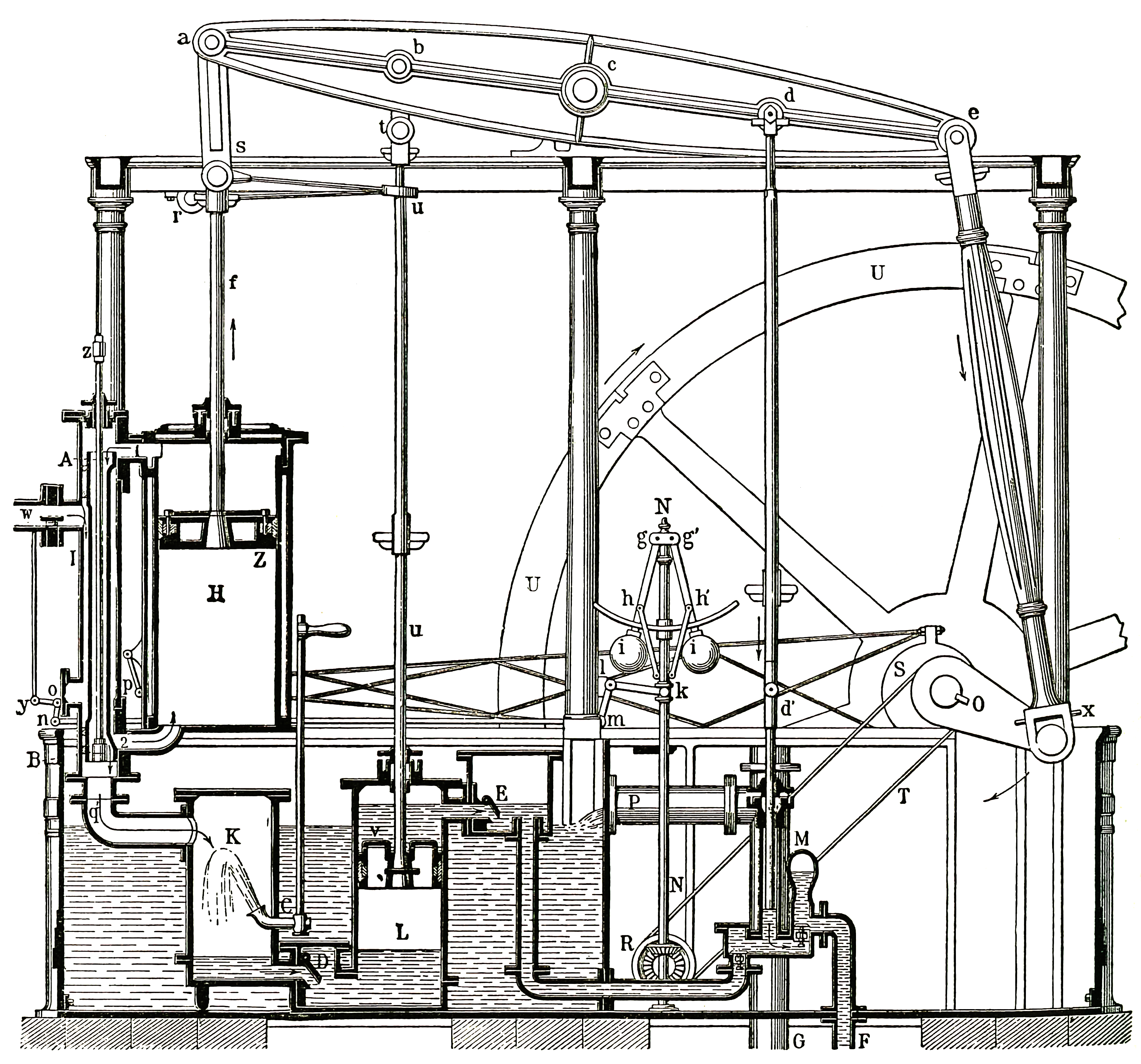
Maszyna parowa była symbolem rewolucji przemysłowej

Rewolucja przemysłowa – proces zmian technologicznych, gospodarczych, społecznych i kulturalnych, który został zapoczątkowany w XVIII wieku w Anglii i Szkocji. Był związany z przejściem od gospodarki opartej na rolnictwie oraz produkcji manufakturowej bądź rzemieślniczej do opierającej się głównie na mechanicznej produkcji fabrycznej na dużą skalę (przemysłową).

## Etymologia
Najprawdopodobniej jako pierwszy użył terminu „rewolucja przemysłowa” francuski dyplomata Louis-Guillaume Otto w swoim liście z 1799 r., stwierdzając, że Francja dołączyła do wyścigu w industrializacji. Fakt, że istotna zmiana sposobu produkcji powoduje również zmiany porządku społecznego był oczywisty dla Roberta Owena i Roberta Southeya w drugim dziesięcioleciu XIX wieku, a domyślali się tego już William Blake w latach 90. XVIII wieku i William Wordsworth na przełomie wieków. Termin „rewolucja przemysłowa” stosowany do opisu zmian technologicznych stawał się coraz powszechniejszy pod koniec lat 30. XIX wieku, używał go m.in. Jérôme-Adolphe Blanqui w 1837 („la révolution industrielle”). W 1845 terminu „die industrielle Revolution” w odniesieniu nie tylko do przemian technologicznych, ale również gospodarczych i społecznych używał Friedrich Engels w książce „Die Lage der arbeitenden Klasse in England” (pol.: „O położeniu klasy robotniczej w Anglii”) . Arnold Toynbee jest uważany za historyka, który wprowadził wyrażenie „the industrial revolution” w obecnym znaczeniu do języka angielskiego w latach 80. XIX wieku .
Niektórzy historycy, tacy jak Nicholas Crafts czy Knick Harley, twierdzą, że zmiany gospodarcze i społeczne następowały stopniowo i tym samym termin rewolucja jest mylący. Jest on jednak używany przez większość historyków .

## XVIII wiek

### Przewrót w przemyśle włókienniczym
Rewolucja przemysłowa zaczęła się w Anglii, najlepiej rozwiniętym i najbogatszym wówczas kraju świata, który miał także wydajne rolnictwo i bogactwa naturalne zapewniające energię (węgiel kamienny). Już pod koniec XVI w. w Anglii narastał kryzys energetyczny spowodowany brakiem drewna i początkiem małej epoki lodowej. Aby go rozwiązać, sięgnięto po masowo wydobywany węgiel kamienny (w drobnych ilościach wykorzystywany w Anglii od średniowiecza). Znaczne zasoby łatwo dostępnego węgla, położone w pobliżu rzek umożliwiających tani transport, umożliwiły rewolucję przemysłową w XVIII w. Szukano także nowych rozwiązań technologicznych i wynalazków. Pierwszą znaczącą innowacją było zmodernizowanie warsztatu tkackiego. W roku 1733 John Kay wynalazł maszynę tkacką Latające czółenko mechaniczne, czółenko szybkobieżne („Flying Shuttle”), co spowodowało rewolucję w tkactwie. Kay skonstruował mechanizm, w którym sznurek wprowadzał w ruch czółenko, zastępując jego ręczne przerzucanie. Duże zapotrzebowanie na przędzę skłoniło angielskich kapitalistów do szukania innych udoskonaleń technicznych także w przędzalnictwie. Rewolucji w przędzalnictwie dokonała Przędąca Jenny (Spinning Jenny); maszyna przędzalnicza wynaleziona przez Jamesa Hargreavesa w 1764 („przędzarka wózkowa”) i udoskonalona przez Richarda Arkwrighta w 1767 przędzarka o napędzie wodnym, tzw. „rama wodna”. Hargreaves wynalazł pierwszą wielowrzecionową mechaniczną przędzarkę, można było na niej wytwarzać jednocześnie 16 nici. Początkowo Przędząca Jenny była napędzana siłą ludzkich mięśni, lecz już w 1779 Samuel Crompton udoskonalił ją tak, aby wykorzystywała jako napęd mechaniczny koło wodne. Skonstruował maszynę przędzalniczą z mechanicznym formowaniem nici o nazwie „Muł Cromptona”, zwaną także nawijarką mulejową („spinning mule”).
Stosowanie koła wodnego nie było jednak wszędzie możliwe, więc wynalazcy szukali innych rozwiązań. W 1763 James Watt zmodernizował silnik parowy Thomasa Newcomena (1663-1729) z 1712 r. Watt zbudował też mechanizm, z pomocą którego ruch posuwisto-zwrotny tłoków był zamieniany na ruch obrotowy. W 1784 powstała pierwsza fabryka przędzalnicza, w której użyto silników parowych Watta. Zapotrzebowanie na maszyny parowe powodowało wzrost znaczenia górnictwa i hutnictwa.
W 1785 r. Edmund Cartwright opracował krosno mechaniczne, które zwiększyło wydajność w tkactwie aż 40-krotnie, udoskonalone następnie przez Johna Horrocksa w 1810 roku. Wprowadzenie maszyn przędzalniczych i mechanicznych warsztatów tkackich doprowadziło do mechanizacji przemysłu bawełnianego.
Równocześnie z włókiennictwem rozwijała się metalurgia – zastosowanie do wytopu surówki koksu o znacznie wyższej kaloryczności niż węgiel drzewny czy węgiel kamienny (wzrost wydajności i jakości).

### Przewrót w hutnictwie i metalurgii

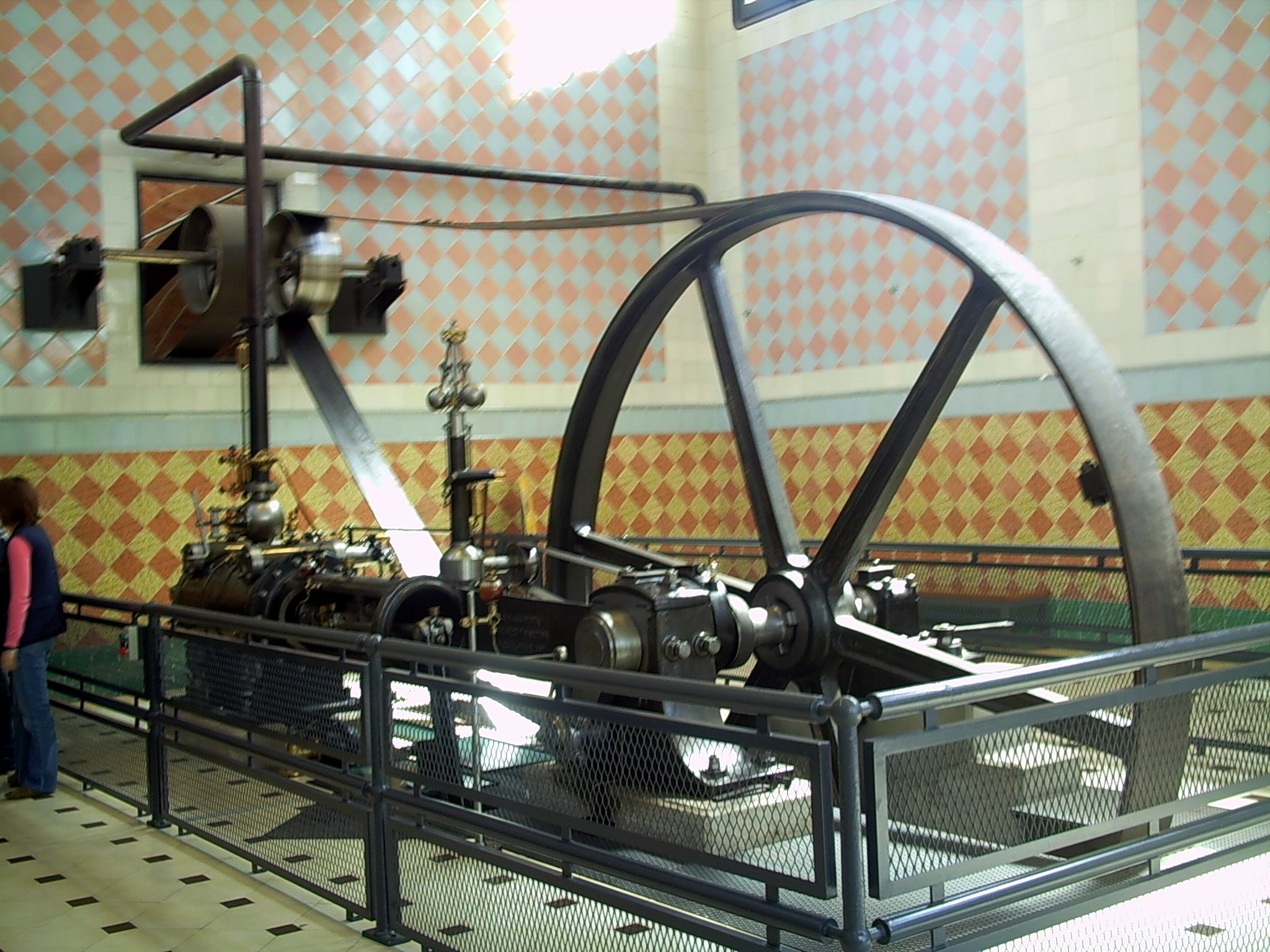
Maszyna parowa

W 1709 roku Abraham Darby jako pierwszy wytopił surówkę, stosując koks, a pod koniec wieku XVIII Henry Cort opatentował nową metodę przerabiania surówki na stal. Opracował i zastosował tzw. proces pudlingowania, czyli świeżenia surówki w piecu. Piec posiadał mieszadła, które wytrącały zanieczyszczenia, przez co można było wykorzystywać węgiel kamienny bezpośrednio do wytopu żelaza. W 1856 Henry Bessemer opatentował metodę produkcji stali bezpośrednio z rozgrzanego żelaza, eliminując proces pudlarski poprzez przedmuchiwanie surówki i zamienianie jej na stal bezpośrednio w konwertorze (tzw. gruszce Bessemera). Metoda Bessemera została udoskonalona później przez francuskich metalurgów (ojca François Marie Emile Martin (1794-1871) i syna Pierre-Èmilia Martin (1824-1915)) Martinów oraz braci Siemensów: Carla Wilhelma (1823-1883) i Friedricha (1826-1904) (piec martenowski). Rozwój w przemyśle pociągnął za sobą rozwój transportu i komunikacji. Szybki rozwój hutnictwa i górnictwa oraz znaczny wzrost produkcji wiązały się z przewozem coraz większej ilości towarów. Dlatego budowano kanały, mosty, drogi. Konny transport lądowy i żaglowy transport wodny nie zaspokajały znacznych potrzeb przewozu towarów, dlatego myślano też o nowych środkach transportu. Starano się przystosować maszynę parową do poruszania pojazdów: najpierw na drogach – Nicolas Cugnot w 1765 w Paryżu (ciągnik drogowy Cugnota), a potem na szynach – lokomotywa Richarda Trevithicka w 1804 roku.

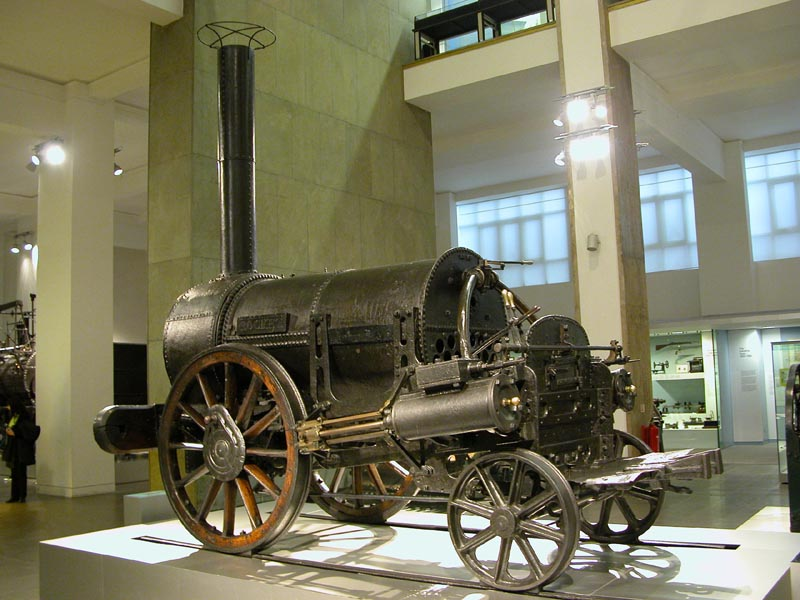
Parowóz Stephensona „Rakieta"

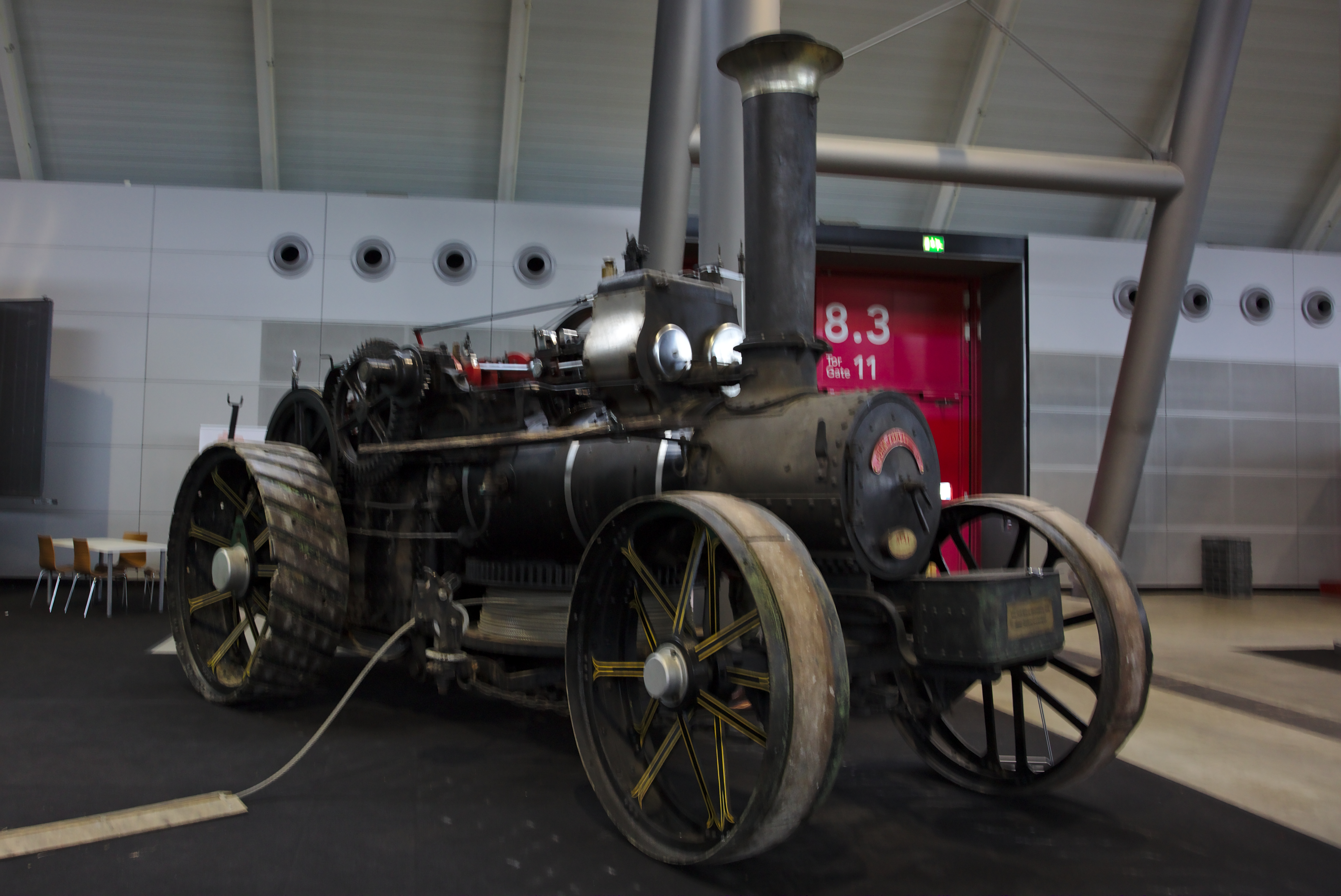
Lokomobila Johna Fowlera

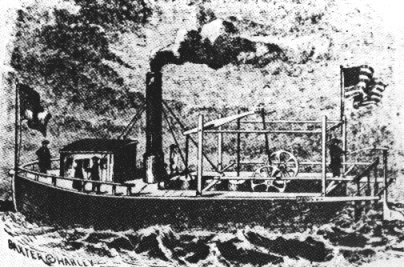
Parostatek Johna Fitcha (1790)

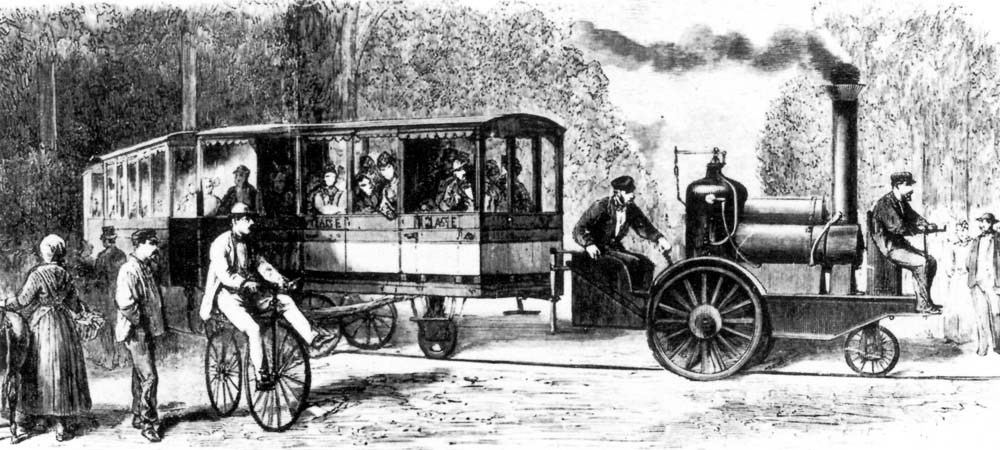
Pierwszy tramwaj parowy Le Raincy – Montfermeil, 1868 r.

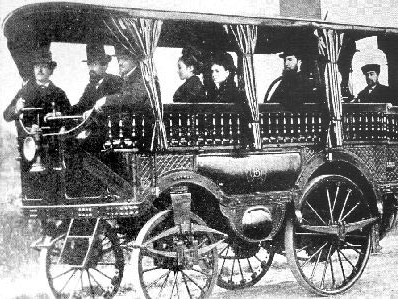
Omnibus parowy (1875)

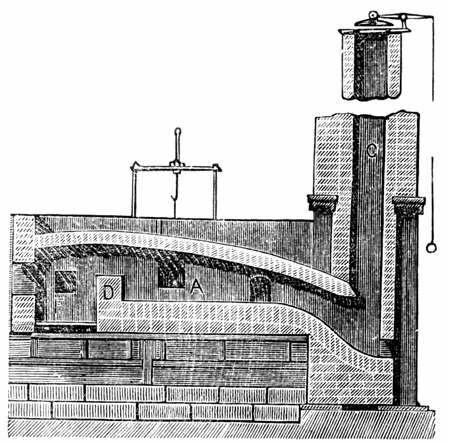
Schemat pieca pudlarskiego

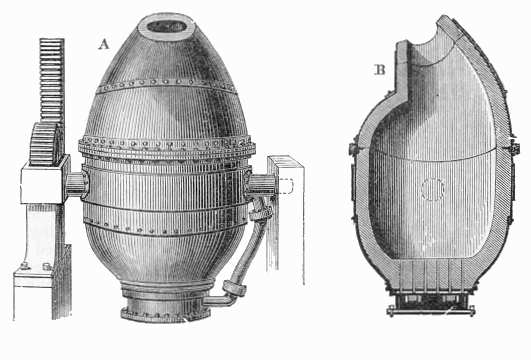
Gruszka Bessemera

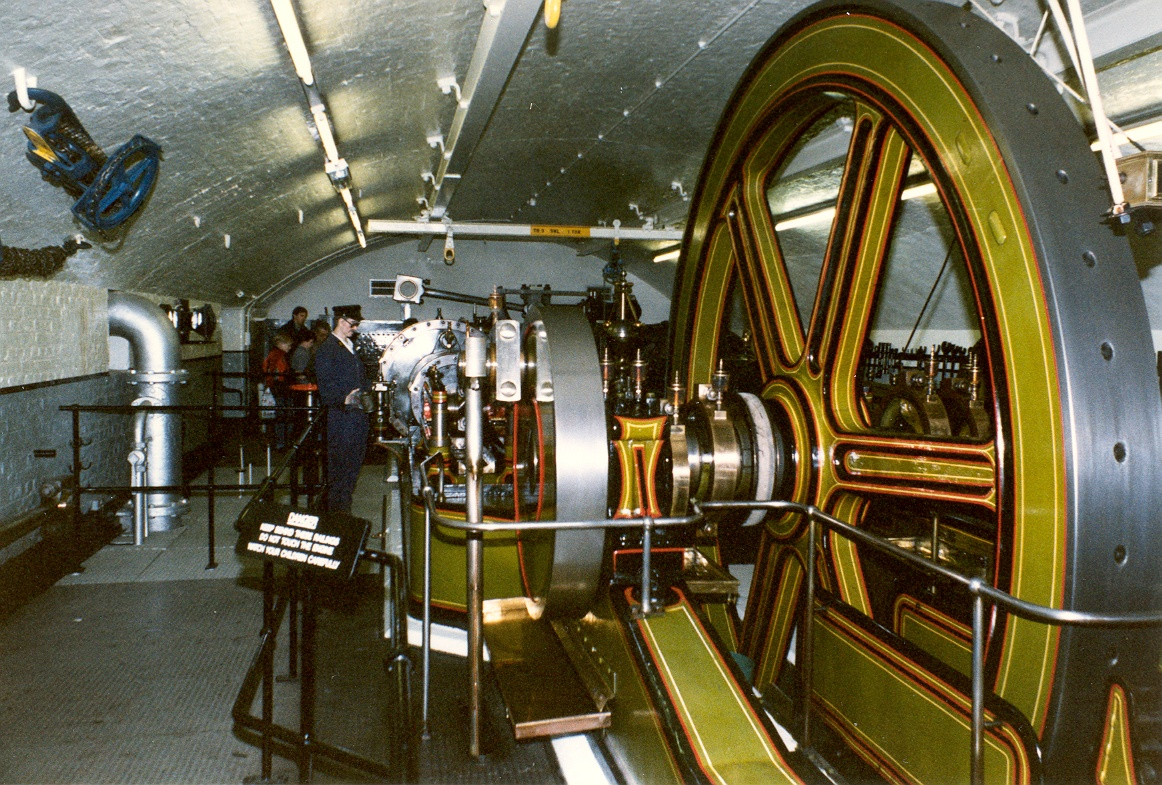
Maszyna parowa (Londyn, Tower Bridge)

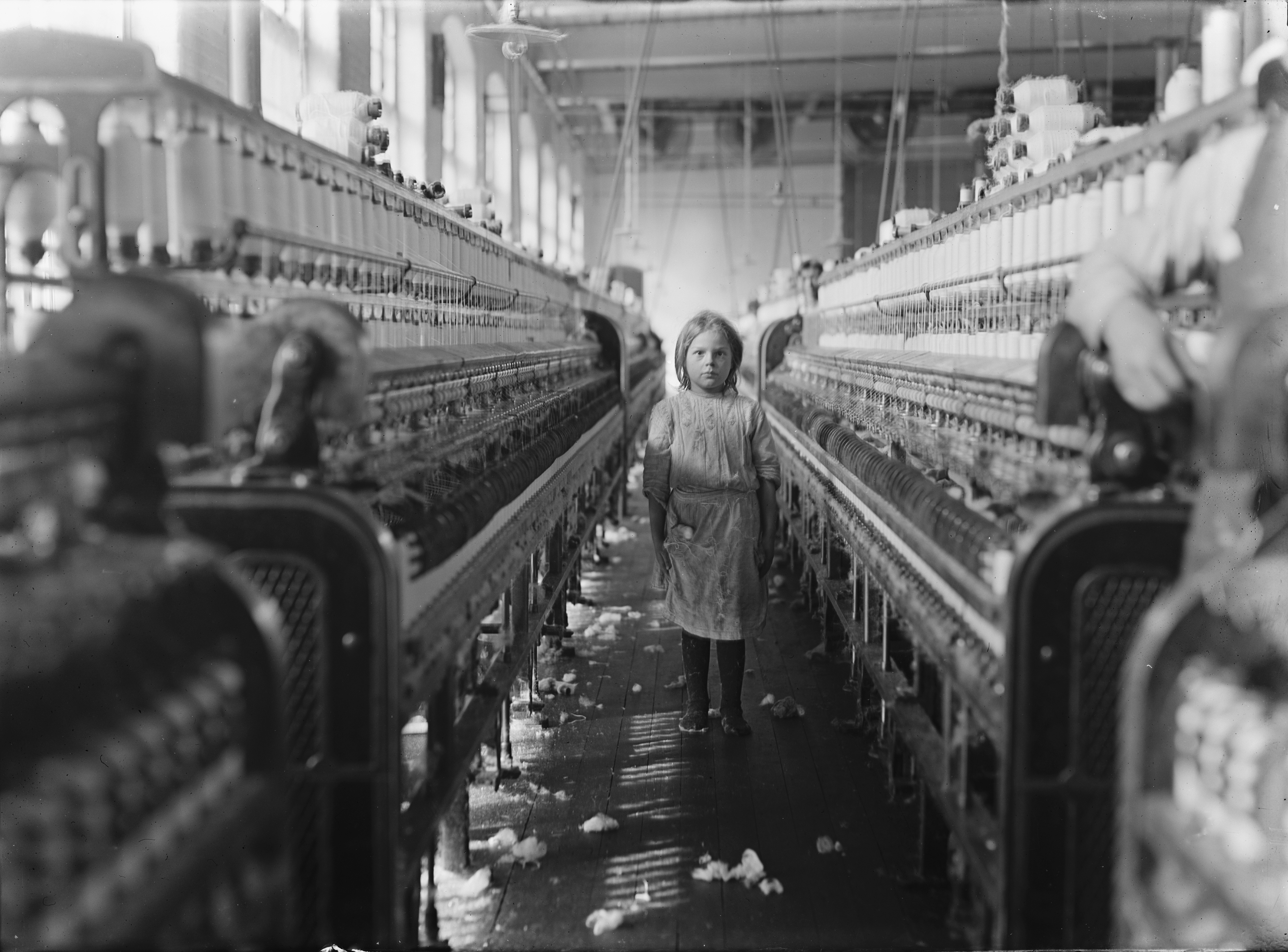
W fabrykach były zatrudniane nawet 5-letnie dzieci

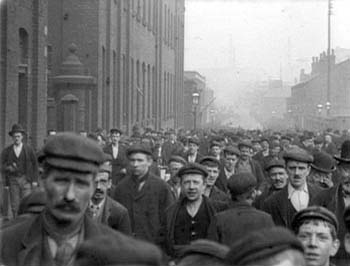
Klasa robotnicza, Oldham, 1900

## XIX wiek
W 1807 zastosowano maszynę parową do napędu statków, został zbudowany pierwszy statek parowy „Clermont”. Jego konstruktorem był Robert Fulton. W latach 1814–1825 George Stephenson zbudował pierwszy parowóz.
Powstała kolej żelazna, która połączyła miejscowości Stockton i Darlington linią towarową w 1825 roku. W 1830 roku linia osobowa połączyła Liverpool z Manchesterem. Z kolei w latach 1859–1869 wykopano kanał Sueski.

## Wiek pary i elektryczności
W 1800 roku Włoch Alessandro Volta zbudował ogniwo galwaniczne („ogniwo Volty”). W 1837 Samuel Morse skonstruował telegraf elektromagnetyczny, pozwalający przesyłać informacje na odległość.
Tak zwana druga rewolucja przemysłowa przypada na drugą połowę XIX i początki XX wieku. Spowodowana została gwałtownym rozwojem nauki, któremu towarzyszyło powstanie nowych rozwiązań technicznych, począwszy od silnika gazowego, poprzez dynamit i karabin maszynowy, aż po telefon w 1876, żarówkę w 1879 i odkurzacz elektryczny w 1907 roku.

## Trzecia rewolucja przemysłowa
Trzecia rewolucja przemysłowa albo trzecia faza rewolucji przemysłowej bywa określana także mianem rewolucji naukowo-technicznej. Rozpoczęła się po drugiej wojnie światowej i trwa do dziś.
Symbolem trzeciej rewolucji przemysłowej są okręgi przemysłowe zwane technopoliami. Różnią się one od okręgów przemysłowych poprzedniej fazy rewolucji warunkami lokalizacji i rodzajem dominującej gałęzi przemysłu. Lokalizacja nie jest już uzależniona od rozmieszczenia surowców czy źródeł energii, ale od czystego środowiska, bliskości szkół wyższych czy dostępu do wykwalifikowanej kadry. Trzecia rewolucja charakteryzuje się także rozwojem przemysłu wysokich technologii.

## Skutki rewolucji przemysłowej
Społeczne:
- urbanizacja związana z masową migracją ludności ze wsi do miast
- postęp wiedzy medycznej i higieny
- zmniejszenie zatrudnienia w rolnictwie – zwiększenie w przemyśle (później w usługach)
- prawo pracy
- powstanie związków zawodowych
- narodziny ruchu robotniczego i ideologii socjalistycznej
- wzrost liczby ludności, przede wszystkim w miastach (migracja; zwiększony przyrost naturalny)
- zmiana struktury społeczeństwa z agrarnego, o przewadze ludności wiejskiej, na społeczeństwo przemysłowe, w którym przeważa ludność mieszkająca w miastach
- upadek znaczenia rzemieślników, chłopów oraz wielkich właścicieli ziemskich
- wzrost znaczenia nowej klasy robotników (proletariatu) i burżuazji przemysłowej
- skoncentrowanie ludności w obrębie dużych miast
- nowe ruchy społeczne, np. luddyści (tzw. burzyciele maszyn)

Gospodarcze:
- zwiększenie zapotrzebowania i dążenie do pozyskania tanich surowców oraz opanowania rynków zbytu
- zwiększenie wydobycia węgla i rud żelaza oraz produkcja stali
- zwiększenie uprawy bawełny, powstanie plantacji bawełny
- powstanie i rozwój kolei
- zastosowanie maszyn parowych w fabrykach, na statkach oraz na kolei
- szybszy rozwój miast północnej i północno-wschodniej Anglii (Manchester, Liverpool, Birmingham, Leeds, Sheffield, Bristol, Nottingham, Norwich, Hull, York, Exeter, Worcester)
- rozwój komunikacji miejskiej (np. tramwaje parowe zastąpiły tramwaje konne)
- rozwój transportu wodnego i żeglugi parowej
- mechanizacja rolnictwa
- powstanie okręgów przemysłowych (Black Country w Anglii, Zagłębia Ruhry w Niemczech, Górnośląskiego Okręgu Przemysłowego)
- industrializacja, powstanie fabryk, kopalń, hut żelaza oraz zakładów metalowych i mechanicznych (rozwój i modernizacja zakładów przemysłowych)
- zanieczyszczenie środowiska

## Postacie (ludzie epoki rewolucji przemysłowej)

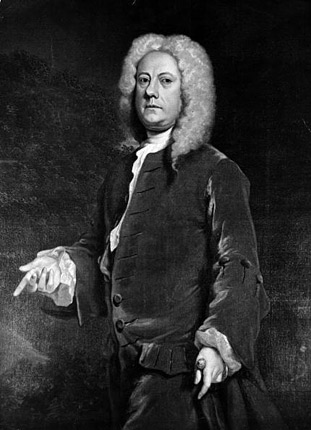
Jethro Tull (1674–1741)
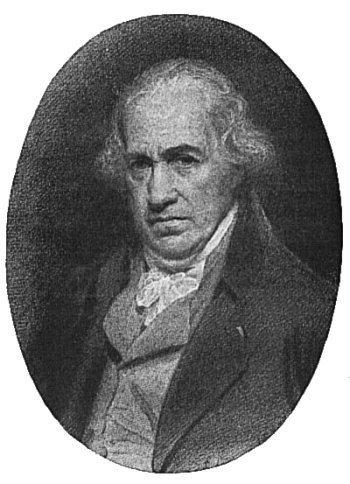
James Watt (1736–1819)
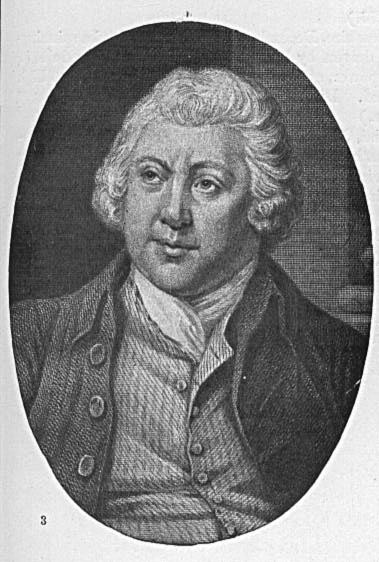
Richard Arkwright (1732–1792)
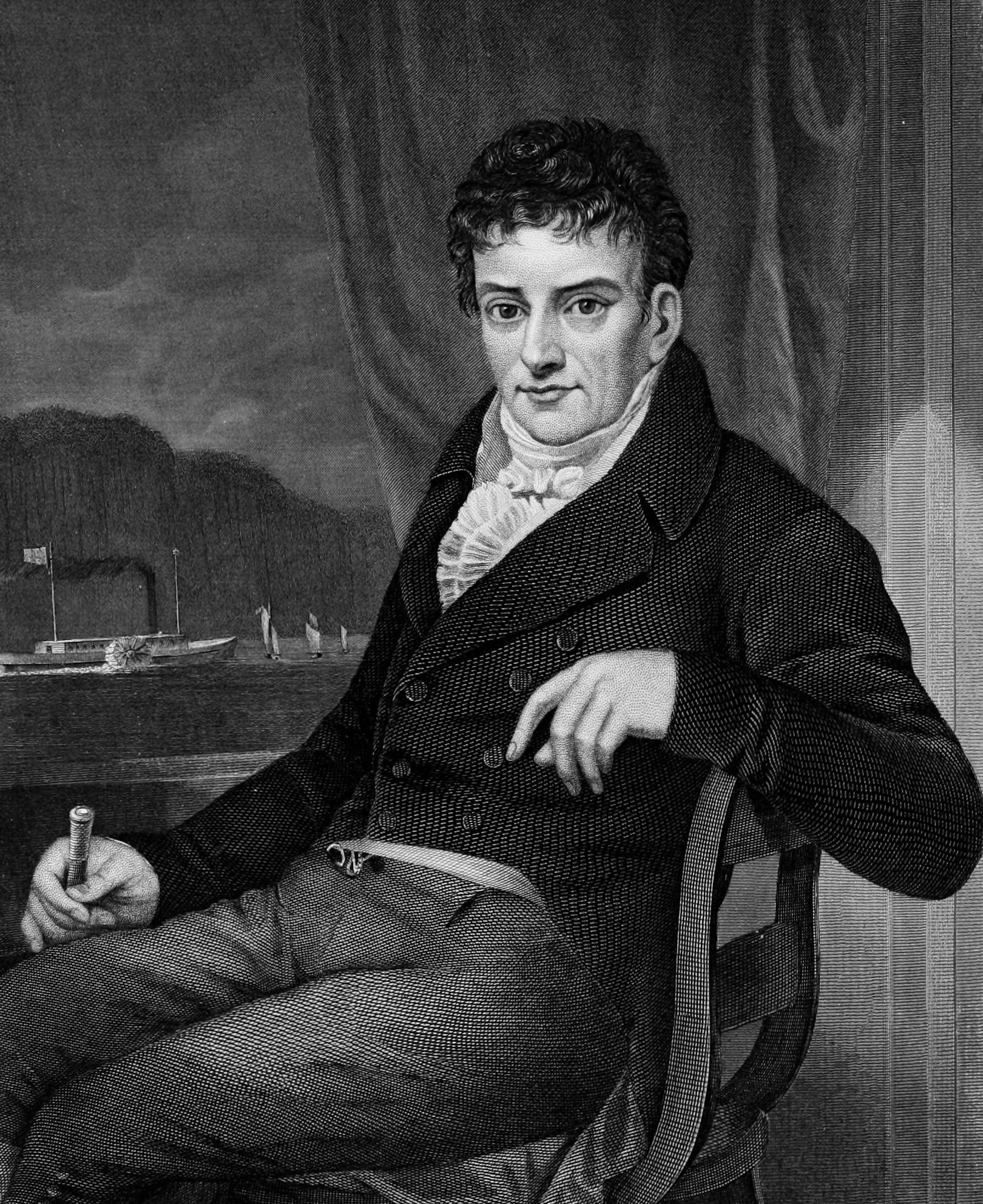
Robert Fulton (1765–1815)
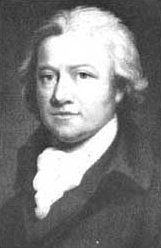
Edmund Cartwright (1743–1823)
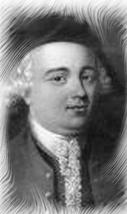
John Kay (1704–1780)
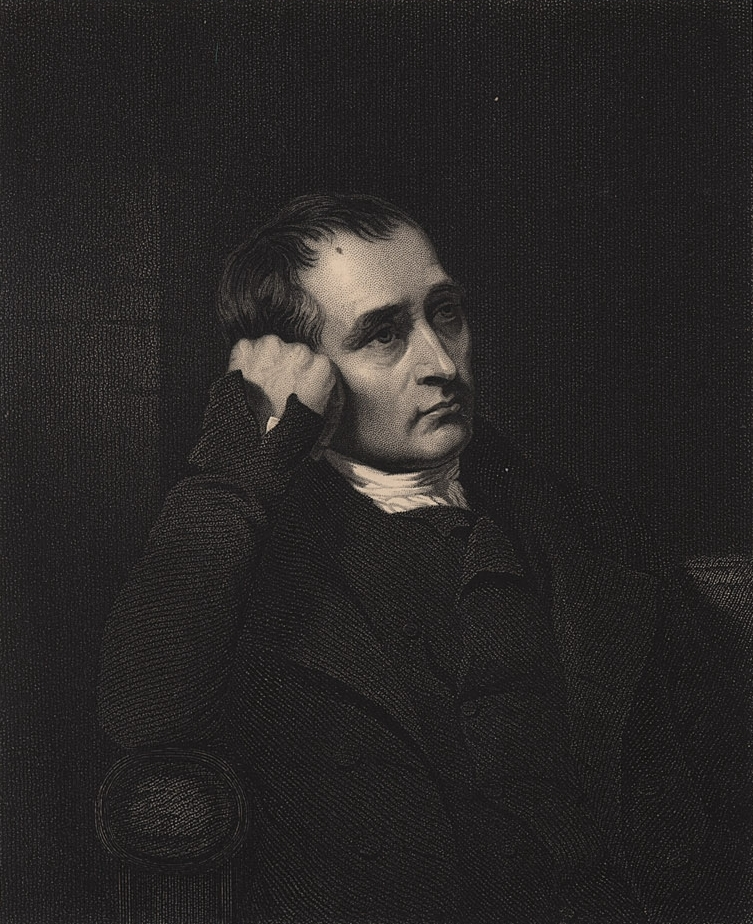
Samuel Crompton (1753–1827)
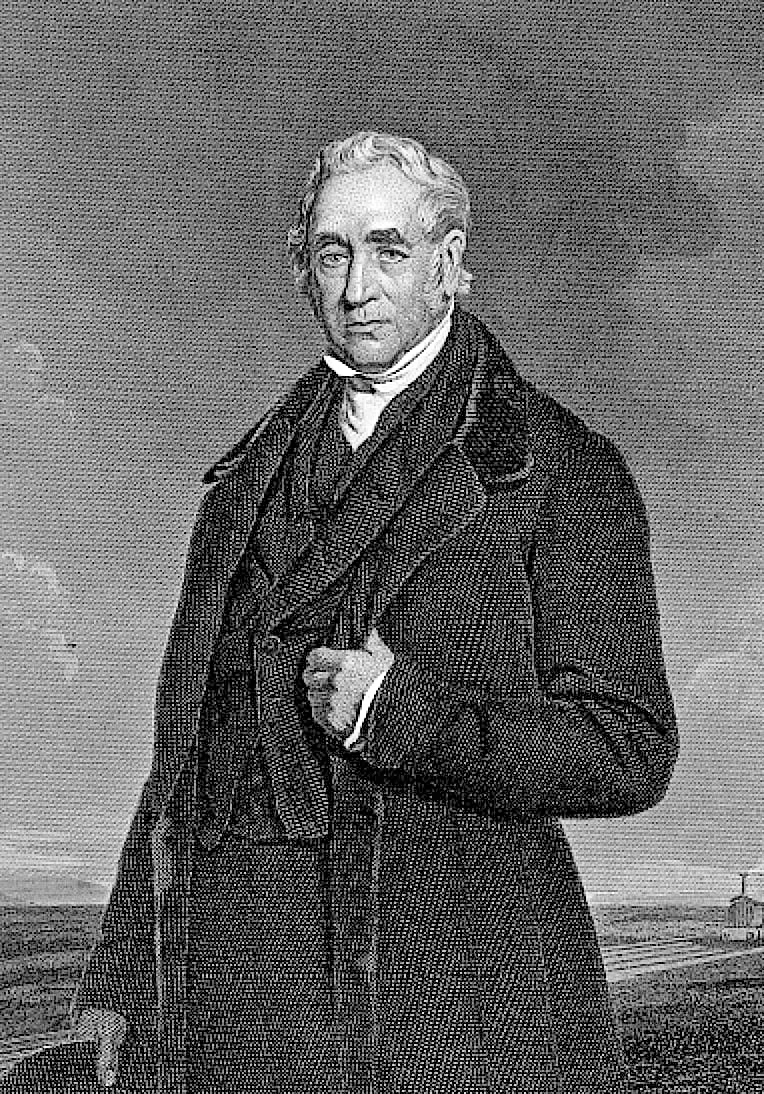
George Stephenson (1781–1848)
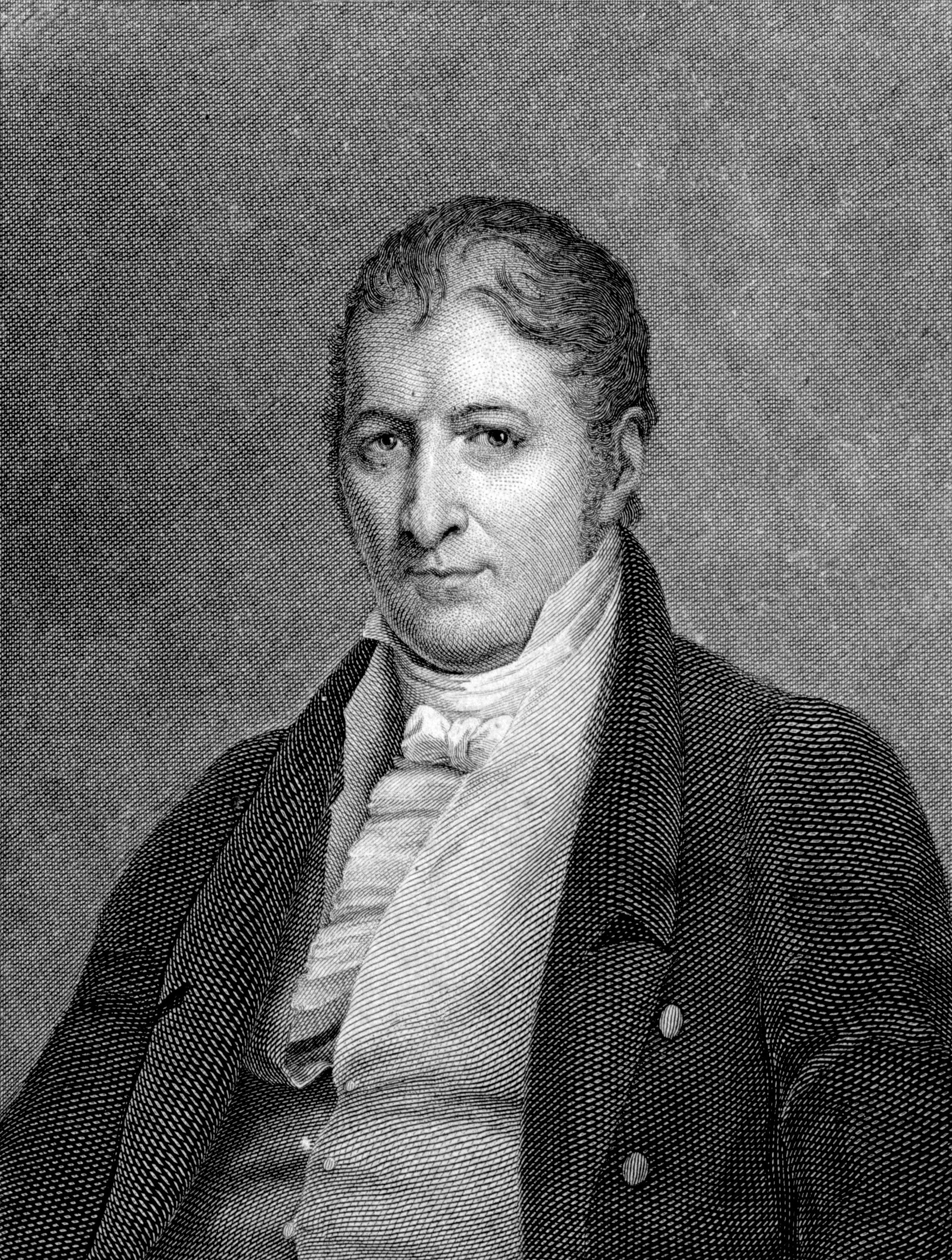
Eli Whitney (1765–1825)
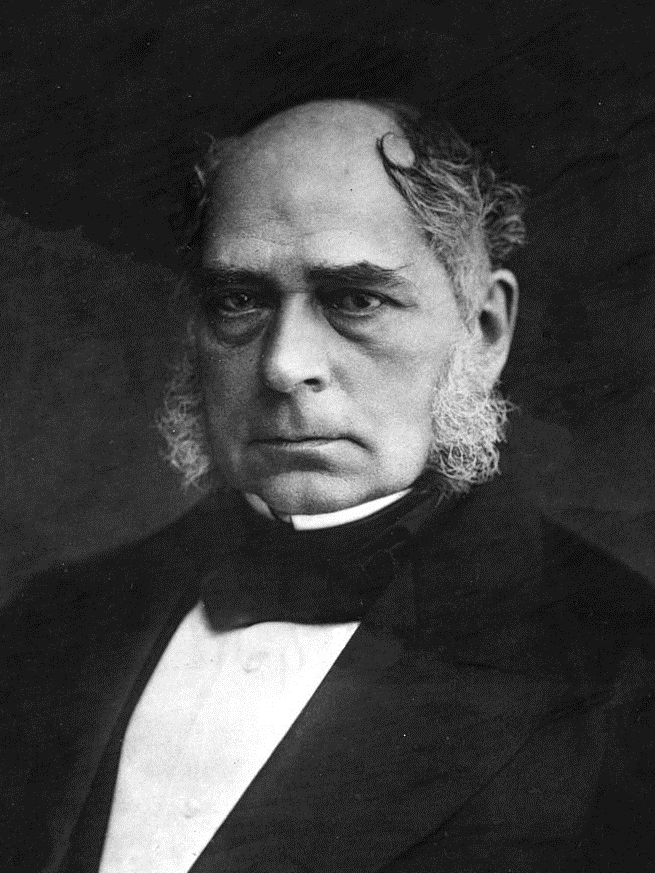
Henry Bessemer (1813–1898)
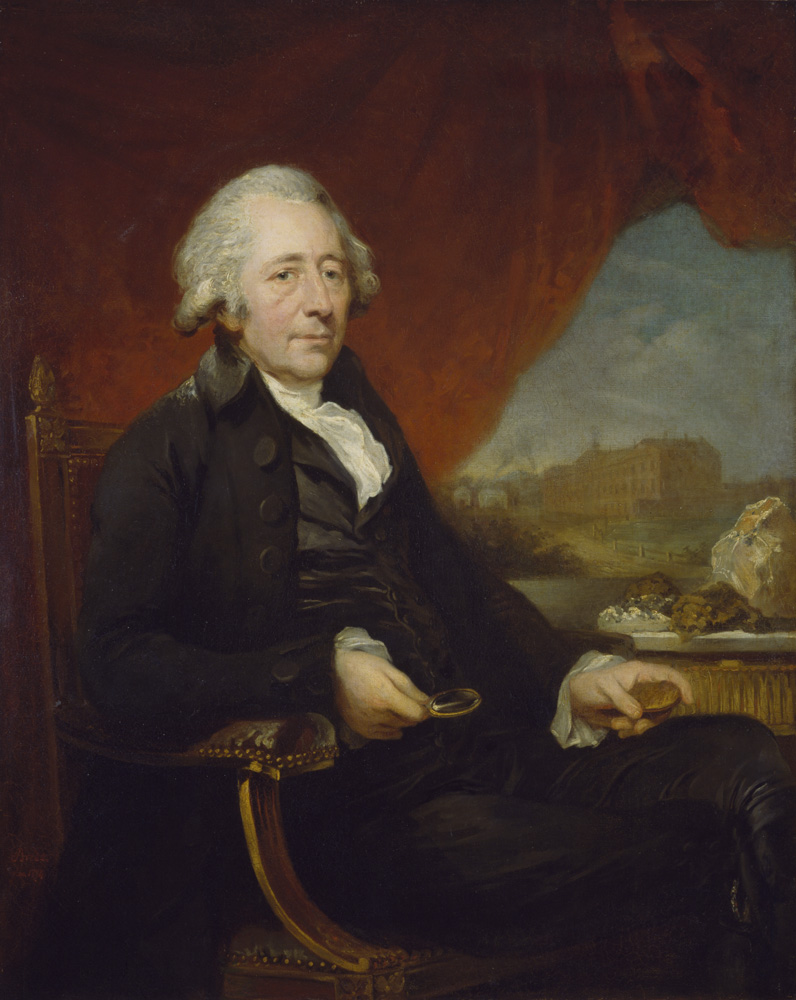
Matthew Boulton (1728–1809)

## Maszyny (wynalazki)

Maszyna przędzalnicza „Spinning Jenny”
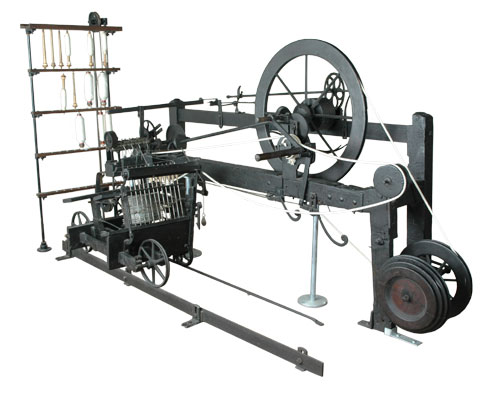
Maszyna włókiennicza Samuela Cromptona
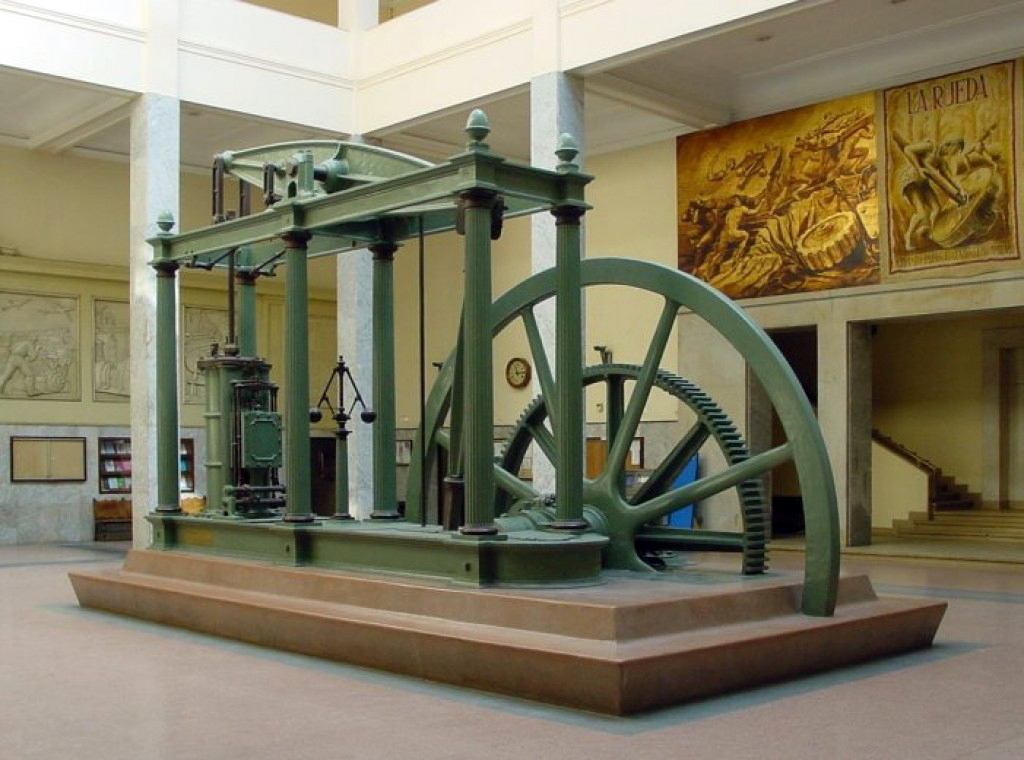
Silnik parowy Watta
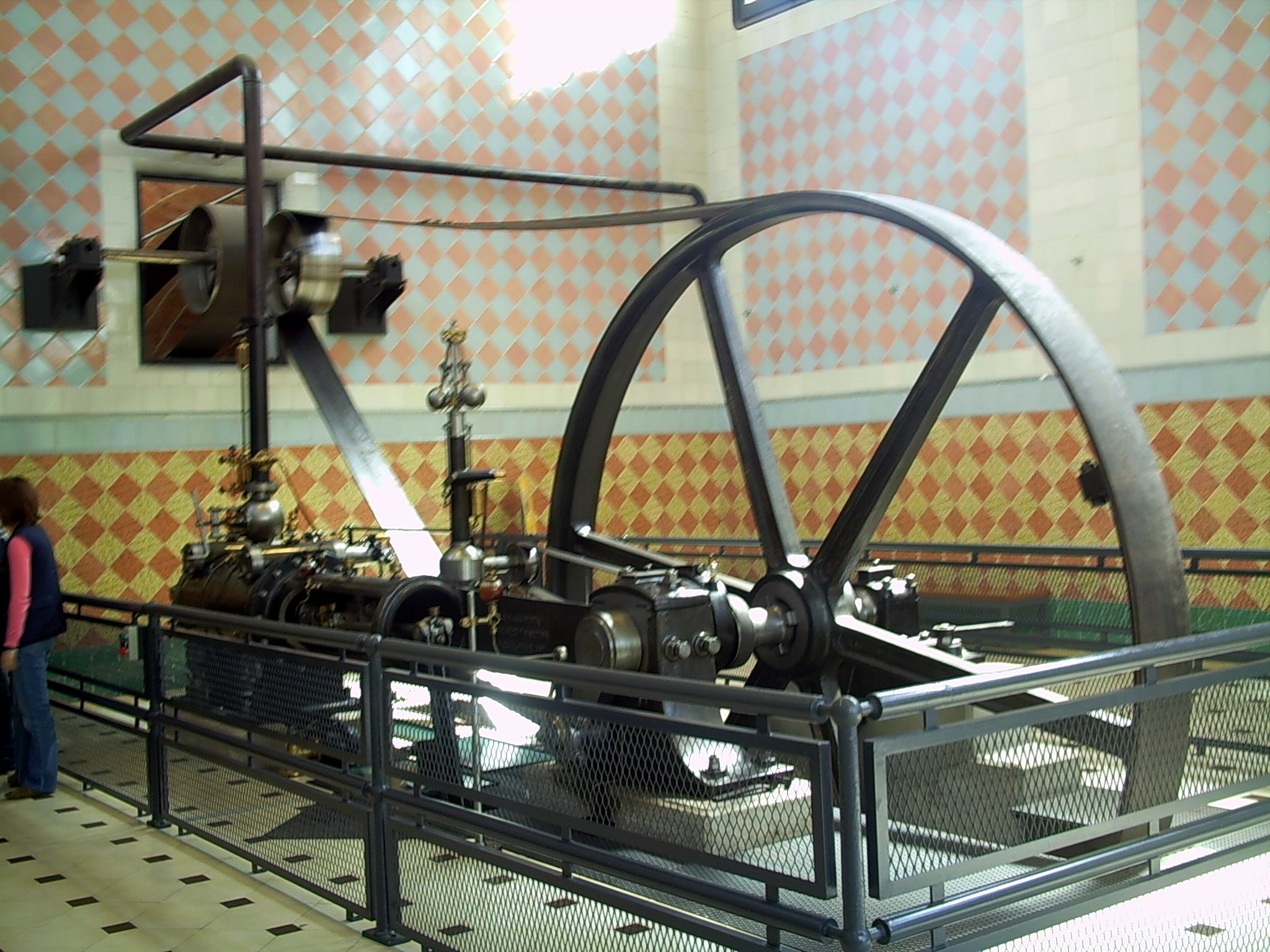
Maszyna parowa
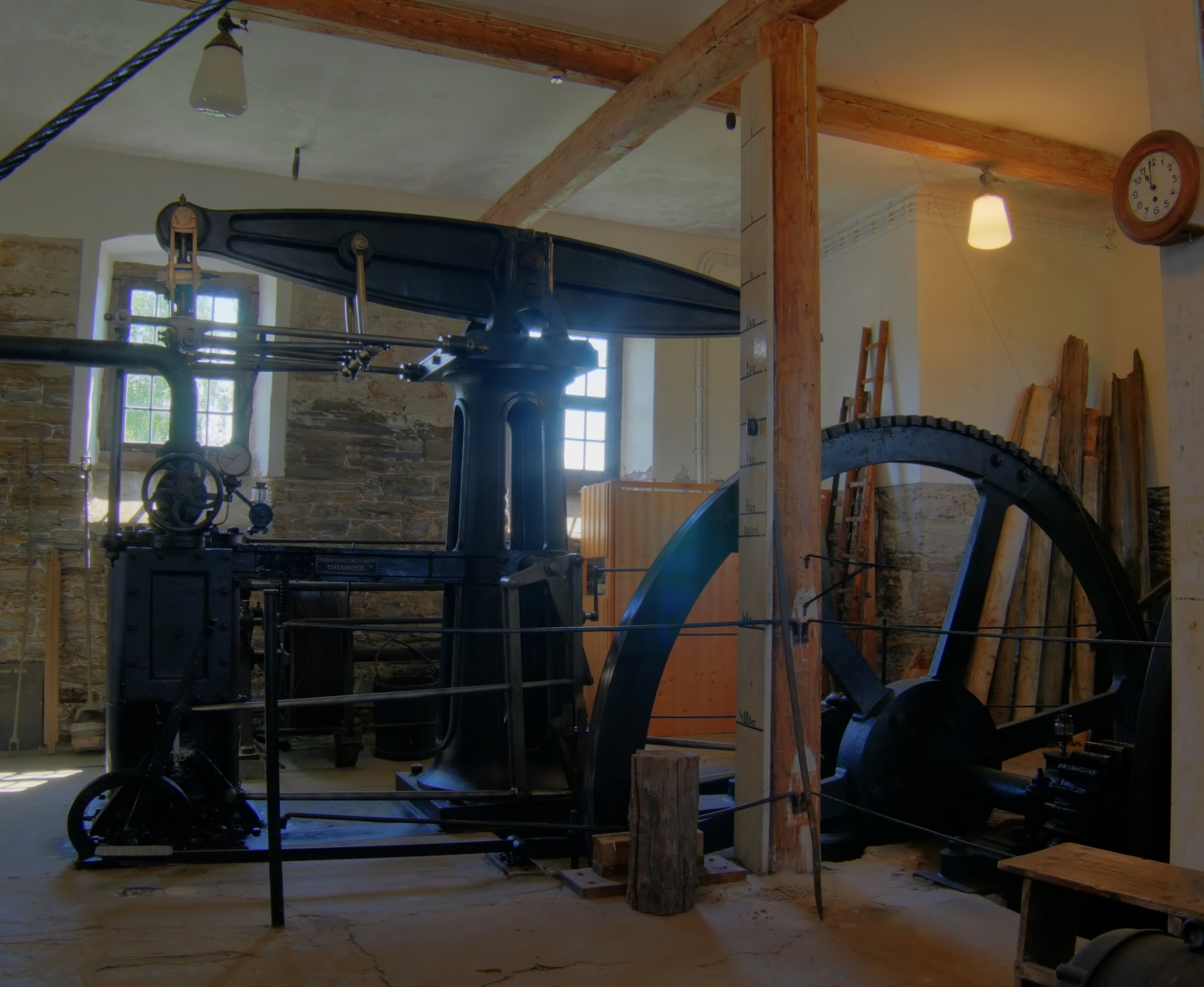
Maszyna parowa zastosowana w kopalni srebra „Alte Elisabeth” we Freibergu w Niemczech ok. 1848